# Grammotaulius
Grammotaulius – rodzaj owada z rzędu chruścików (Insecta:Trichoptera) z rodziny Limnephilidae. Larwy budują domki z fragmentów roślin i detrytusu, ułożonych dachowato i zespojonych przędzą jedwabną. Larwy zasiedlają przede wszystkim drobne zbiorniki okresowe z turzycami (Grammotaulius nitidus) oraz starorzecza i rzeki nizinne ze strefą zalewową (Grammotaulius nigropunctatus). Zarówno larwy jak i imagines należą do największych chruścików z rodziny Limnephilidae, dorównują wielkością larwom z rodziny Phryganeidae (Phryganea, Agrypnia, Semblis).
W Polsce zanotowano występowanie następujących gatunków:
- Grammotaulius nitidus
- Grammotaulius nigropunctatus
- Grammotaulius signatipennis (oznaczenie niepewne z drobnych zbiorników okolic Mikołajek, dlatego obecność tego gatunku wymaga potwierdzenia)